# Gyöngyösi Gábor
Gyöngyösi Gábor (Szatmár, 1935. szeptember 20. – Kazincbarcika, 2017. október 29. előtt) erdélyi magyar dramaturg, műfordító, író.

## Életútja
1935. szeptember 20-án született Szatmáron. Apja Gyöngyösi Gábor, anyja Csomai Piroska volt. Középiskolát szülővárosában, az Állami Magyar Fiúlíceumban végzett (1953), a Bolyai Tudományegyetemen történelem szakos tanári diplomát szerzett (1957). Előbb a szatmári Dolgozó Nép szerkesztője, majd ugyanitt tanár, 1966-tól az Északi Színház irodalmi titkára és rendezője.
Első cikke az Előrében Szatmár színházi hagyományairól szólt (1957); kritikai, dramaturgiai írásait közli az Utunk, Művelődés, Korunk, Ifjúmunkás, Új Élet, Szatmári Hírlap. Műfordításában játszották Paul Everac, Hans Kehrer, Francisc Munteanu, A. D. Herz, Paul Georgescu egy-egy darabját, lefordította és musicalre dolgozta át Tudor Popescu A fiú, aki virágot hord a szájában című drámáját. Színpadra került eredeti egyfelvonásosai: Marci, Manci és a Mester (szatirikus vígjáték, 1978); A siralom völgye (dráma, 1980); Emlékmű (dráma, 1980); Sohasem késő (Karácsony Benő-adaptáció; dráma).
A Kriterionnál megjelent 12 egyfelvonásos című kötetben (1978) vígjátékával és műfordításaival, az Etnológiai és Dialektológiai Kutatóintézet kiadásában megjelent 4 színjáték című gyűjteményben (1982) Emlékmű c. színpadi játékával szerepel.
1963. március 23-án házasságot kötött Körösi Erzsébettel. 1965-ben megszületett lányuk, Eszter, majd 1972-ben fiuk, Gábor. 1986-ban családjával együtt áttelepült Magyarországra.
Miskolcon folytatta pályafutását. Először a Déli Hírlapnál, majd az Észak-Magyarországnál dolgozott, az utóbbitól 1996-ban vonult nyugdíjba. 1999-ben írta az első könyvét, mely a Nem nektek írtam címet viseli. Ez a könyv művészeti és politikakritikai cikkeket és esszéket tartalmazott. Később 2002-ben megírta második könyvét Így láttam a vakablakból címmel. Élettapasztalatait feldolgozó írásai a történelem és az irodalom területén egyaránt kalandoznak: a Petőfi-kutatástól a magyar királynék koronázási szokásain át Faludy György hazaköltözéséig, vagy a művészettörténész Végvári Lajos portréjának megrajzolásáig számos témakört felölelnek.
2017. október 25-én a Kazincbarcikai Kórházban súlyos betegségben elhunyt[forrás?]. 2017. november 7-én  az alsózsolcai temetőben helyezték örök nyugalomra.